# レクスタ発昼どきキンコンカン
『レクスタ発昼どきキンコンカン』（レクスタはつひるどきキンコンカン）は、2010年4月5日から2011年3月25日まで新潟テレビ21（UX）で平日11:25 - 11:45に生放送されていた情報番組。通称は「キンコンカン」、漢字表記では「金根幹学園」（きんこんかんがくえん）。全236回。番組開始前の2010年4月3日に新潟市中央区天神一丁目にオープンした、LEXNの「LEXN 2」1階にあるUXレクスンスタジオからの公開生放送。ハイビジョン制作、ステレオ放送。

## 概要
それまでUXが番組冒頭（11:25）からネットしていた『ワイド!スクランブル』の11時台ネットを打ち切り、それを自社制作枠に切り替えて始められた番組である。学校をイメージした番組で、学級委員長（メイン司会）を務めるヤンと日直役のアナウンサーたちは制服を着て出演していた。なお、番組開始前まで11:42 - 11:45に放送されていたローカルニュースと天気予報（『ワイド!スクランブル』内の1コーナー「めくって御覧」を差し替えて放送）は、本番組内で放送されていた。
2011年4月4日に、本番組をベースに平日夕方のローカルニュース枠を統合した夕方ワイド番組『全力LIVE』がスタートするのを受け、同年3月25日放送分をもって終了した。

## 放送時間
- 月曜 - 金曜 11:25 - 11:45[1] （途中、本社報道スタジオからの『お昼のUXニュース・天気予報』が入る）

## 出演者

### レギュラー出演者
- ヤン - アナウンサーたちからは「ヤン級長」と呼ばれていた。
- 高橋美穂（当時UXアナウンサー）
- 大島直子（UXアナウンサー）
- 梅田恵子（フリーアナウンサー）

### その他の出演者（タレント）
- 清野幹 - 不定期に出演。
- 相沢まき - 先生として不定期に出演。全2回。

### その他の出演者（一般参加者）
一般参加者たちの本名は非公開。
- 「おにぎり処・酒処 居酒屋ゆた 新潟駅前店」店長（飲食業） - 全12回。月初めに出演。
- 「クリーニングショップ ラヴァージュ」梶原謙一 店長（クリーニング業） - 全11回。

## 金根幹学園 校歌
- 作詞は金根幹学園生徒一同、作曲は鯨岡徹、編曲は薫風之音。2010年11月12日放送分にて完成披露。この校歌も、2011年3月25日の最終放送（卒業）に合わせてヤンが高橋・大島・梅田と共に披露した。

## 備考
- 公開生放送のため、一般視聴者の観覧が可能だった。ただし、教諭の引率が無ければ、学生（制服）の観覧はできなかった。
- 同番組に出演する先生は一般企業やスクール教室などで活躍する者が中心だったが、上記の通りタレントでは本県出身の相沢まきなどが出演したり、一般では主に「おにぎり処・酒処 居酒屋 ゆた新潟駅前店」の店長　が飲食関係としておなじみの顔として最多出演したこともあり、普段出さないメニューを紹介しながら、ヤンとアナウンサーにふるまっていた。
- 2010年6月2日、民主党両院議員総会にて、鳩山由紀夫首相・党代表（当時）と小沢一郎党幹事長（当時）が辞意を表明したため、『ワイド!スクランブル』に速報で切り替えられた。
- 2010年8月25日、長野朝日放送の『ザ・駅前テレビ』出演者（メイン司会の松山三四六と長野朝日放送アナウンサーの藤井学、平沢幸子）が番宣と長野県の観光PRのために本番組と共演。テレビ朝日系列の番組の出演者が登場するのはこれが初めて。
- 2010年9月24日、初の出張授業として長岡市からの公開生放送を実施した。
- 2011年3月1日、福島放送アナウンサーの安藤桂子が、大島の交換留学生（日直代理）として出演。大島と安藤がおよそ1週間、各系列局へ相互研修したことに伴う。
- 2011年3月11日に東北地方太平洋沖地震（東日本大震災）が発生した影響により、14日 - 18日までの公開生放送を中止。本来ならば番組は全241回までの放送予定であった。